# Osmia cornifrons
La abeja japonesa (Osmia cornifrons) es una especie de himenóptero apócritode la familia Megachilidae que ha sido usada con fines comerciales en Japón desde hace varias décadas para la polinización de frutales, especialmente manzanas. Hoy en día también se la usa para esos fines en los Estados Unidos. Una sola abeja puede visitar quince flores por minuto. Esta abeja solitaria anida en tallos huecos, tubos o agujeros en la madera. Se venden nidos artificiales a los agricultores y jardineros.

## Características
Los tubos para los nidos son de aproximadamente 10 cm de profundidad y 1 cm de diámetro. Las hembras acumulan polen al final de un tubo y depositan un huevo. Luego cierran la celda con un poco de barro y construyen la siguiente. Así un tubo puede llegar a tener de seis a ocho celdillas, cada una con una cría. Los primeros suelen ser hembras y los otros machos. Las crías permanecen en el nido hasta la primavera siguiente en que emergen, se aparean y las hembras empiezan otra vez el ciclo.
Estas abejas no duermen dentro de sus nidos de noche como lo hace la abeja doméstica. Esto crea un problema con el uso de pesticidas ya que no están a salvo de ellos.